# The Deep Blue Sea (2011)
The Deep Blue Sea is een Britse film van Terence Davies die uitgebracht werd in 2011.
Het scenario is gebaseerd op het gelijknamige toneelstuk (1952) van Terence Rattigan.

## Verhaal
In het naoorlogse Londen van de vroege jaren vijftig leiden Hester en William een materieel zorgeloos bestaan. William is een ietwat stijve hoge magistraat bij het opperste gerechtshof en is heel wat ouder dan zijn vrouw. Hester voelt zich niet zo gelukkig: haar comfortabel maar kleurloos leven kan haar gebrek en nood aan passie niet compenseren.
Freddie Page, een jonge en knappe ex-RAFpiloot, kruist op een dag haar pad en ze wordt hevig verliefd op hem. Hester en Freddie beleven een passionele romance. Wanneer haar echtgenoot hun verhouding op het spoor komt is hij geschandaliseerd: de overspelige relatie van de vrouw van een rechter met een jongere man wordt niet getolereerd in het moralistisch Groot-Brittannië van toen. William zet haar uiteindelijk aan de deur en voegt eraan toe dat hij de scheiding weigert.

## Rolverdeling
| Acteur              | Personage                     |
| ------------------- | ----------------------------- |
| Rachel Weisz        | Hester Collyer                |
| Tom Hiddleston      | Freddie Page                  |
| Simon Russell Beale | Sir William Collyer           |
| Harry Hadden-Paton  | Jackie Jackson                |
| Ann Mitchell        | mevrouw Elton                 |
| Karl Johnson        | meneer Miller                 |
| Barbara Jefford     | de moeder van William Collyer |
| Oliver Ford Davies  | de vader van Hester           |